# برونو شیپیونی
برونو شیپیونی (ایتالیایی: Bruno Scipioni؛ ‏ ۲۹ ژوئیهٔ ۱۹۳۴ – ۵ دسامبر ۲۰۱۹) بازیگر و صداپیشه اهل ایتالیا بود.
از فیلم‌هایی که وی در آن نقش داشته‌است، می‌توان به در آخرین لحظه، دخترخوانده، ارواح رم، حسادت به سبک ایتالیایی، ترور، عشق و ازدواج'، مسالینا، عشق به سبک ایتالیایی و سفید، قرمز و… اشاره کرد.